# 斑翅食蚜蝇属
斑翅食蚜蝇属（学名：Dideopsis）为食蚜蝇科的一个属。

## 下属物种
本属包括以下物种：
- 斑翅食蚜蝇 Dideopsis aegrota (Fabricius, 1805)